# La vida de Calabacín
La vida de Calabacín (en francés: Ma vie de Courgette) es una película de comedia dramática animada en stop motion franco-suiza de 2016 dirigida por Claude Barras. Fue presentada en la sección de la Quincena de realizadores en el Festival de Cine de Cannes de 2016.
El guion, escrito por Céline Sciamma, está basado en la novela juvenil Autobiographie d'une courgette (Autobiografía de un calabacín) de Gilles Paris.
La película ha sido nominada a la Mejor película animada en los 89.º Premios Óscar. También fue seleccionada como la candidata suiza para la Mejor película extranjera en 89.º Premios Óscar, llegando a la preselección de diciembre.

## Sinopsis
Icare es un niño al que su madre y sus amigos le apodaban Calabacín, va a un orfanato donde conoce a otros niños y aprende sobre la amistad, el amor y los secretos de los demás.

## Argumento
Icare es un niño solitario de 8 años que vive en un pequeño departamento con su madre, la cual es alcohólica y pasa el tiempo viendo telenovelas, bebiendo cerveza y recordando al hombre que la abandonó, además de no tratar bien a su hijo, a quien le dice como sobrenombre "Calabacín".
Una tarde, Calabacín se encuentra jugando en el ático haciendo una torre con las latas vacías de las cervezas de su madre. De repente, mientras la cometa que había hecho con el dibujo de su padre volaba por la ventana, el fuerte viento la hizo arrastrar la silla a la que estaba atada, y en la que el niño estaba trepado, haciéndolo caer junto con la torre de latas, las cuales caen al primer piso causando un desastre. La madre, ebria e iracunda, sube por las escaleras al ático gritando y amenazando a su hijo con darle una fuerte lección, por lo que Calabacín, preso del pánico, cierra la puerta rápidamente justo cuando la mujer entraba, golpeándola en la cabeza, haciéndola caer y matándola accidentalmente.
Calabacín es llevado a la comisaría donde conoce a Raymond, el policía encargado de su caso, con quien logra simpatizar cuando este conoce a profundidad la historia del niño.
Raymond lleva Calabacín a un orfanato, el ahora huérfano es recibido por la directora y una maestra, y es presentado ante los cinco niños que viven allí: Ahmed, Jujube, Beatrice, Alice y Simón, este último recibiéndolo con burlas a causa del sobrenombre que Icare insiste en mantener, y quien durante los primeros días lo acosa psicológicamente.
Una mañana, Calabacín despierta y descubre que Simón ha sacado del cajón de su cama la cometa que había llevado, junto con una de las latas vacías de cerveza de su madre, como únicas pertenencias al orfanato, así que sale furioso, ordena a Simón devolverla y, ante la negativa que recibe, lo ataca y pelean. La directora los ve y los lleva a la oficina, donde Simón dice que la causa de la pelea se debió a un ataque por parte de Calabacín mientras jugaban fútbol. Calabacín calla y la directora pide a Simón dejarlos solos. Allí, Calabacín le dice querer regresar a su hogar con su madre, a lo que la directora responde que es imposible, puesto que “está en el cielo”.
Al salir, Calabacín es llamado por Simón, quien había estado escuchando la conversación, y se muestra más amable. Ambos salen al patio y Simón le cuenta la razón por la que está allí: sus padres eran drogadictos. Luego le explica el motivo por el que los demás niños fueron llevados al orfanato. Beatrice llegó cuando su madre fue expulsada del país; la madre de Jujube tiene un trastorno mental; el padre de Ahmed fue encarcelado tras asaltar una estación de servicio; y el padre de Alice está preso por “hacer cosas asquerosas, con las que la niña tenía pesadillas”. Luego, Calabacín le confiesa que está allí por haber matado a su madre sin querer hacerlo, a lo que Simón responde “Todos somos iguales”.
Días después llega al orfanato una niña llamada Camille, llevada por su tía (una mujer grosera y brusca), por quien Calabacín siente gran interés. Cuando Simón le pregunta por qué está allí, ella evade la pregunta respondiendo que su madre la obligaba a ir diariamente al colegio disfrazada de dinosaurio.
Esa noche, Calabacín es persuadido por Simón para ir a la oficina de la directora y leer el expediente de Camille, en el cual leen la verdadera razón de su llegada: su padre asesinó a su madre y luego se quitó la vida, todo enfrente de la niña.
Poco tiempo después, los dos profesores del orfanato organizan un paseo para que los niños conozcan la nieve. Allí tienen la oportunidad de esquiar, alquilar una cabaña y divertirse en una fiesta. Asimismo, Calabacín y Camille afianzan su amistad cuando el niño le regala un barco hecho con la lata de cerveza de su madre. Por su parte, la niña le cuenta que vivir con su tía era tormentoso, pues le gritaba a toda hora.
De regreso, la tía de Camille vuelve a frecuentar al orfanato para visitarla, pero la niña logra evadirla escondiéndose, aunque la mujer promete volver.
Entre tanto, Simón recibe un paquete de su madre. Esperanzado en leer una carta, pide a Ahmed y Jujube que se la lean, pero en el sobre solo hay un reproductor mp3, sin ninguna carta, lo que entristece al niño.
En una visita que Raymond, el policía, hace a Calabacín, ambos deciden salir a pasear. Ese mismo día, la tía de Camille había prometido ir al orfanato para llevársela de allí, por lo que, con ayuda de todos los niños, ella se esconde en el auto del policía antes de partir, yéndose con ellos dos.
Cuando Raymond la descubre es convencido de no regresar, aunque avisa a la directora que la niña está con ellos. Cuando la tía de Camille llega al orfanato, enfurece al descubrir que su sobrina se ha ido con el policía y dice que va a buscarla. Simón, quien está al tanto de la situación, se le acerca a la mujer antes que esta se marche y le da el barco de lata que Calabacín había regalado a Camille, pidiéndole que se lo entregue a la niña cuando la vea.
Calabacín, Raymond y Camille, luego de visitar la casa del niño, van a un parque de diversiones y pasan un rato agradable. Luego van a casa de Raymond, donde descubren que él tiene un hijo que ya es mayor y vive lejos.  “A veces son los hijos los que abandonan a los padres”, les dice el policía, que procede a mostrarles su habitación, un cuarto repleto de diversas plantas con las que los niños quedan fascinados.
En la noche, mientras Calabacín y Camille están jugando en el columpio de la casa de Raymond y están a punto de darse un beso, irrumpe la tía de Camille, quien se la lleva amenazando con denunciar al policía por, según ella, haberla secuestrado.
Ya en casa de su tía, Camille se encuentra en el sótano donde es obligada a vivir, observando el barco de lata que Simón le envió. De repente, descubre que debajo hay un reproductor mp3 escondido, el cual tiene un mensaje de Simón para ella, con un plan a seguir.
Al otro día, Camille y su tía van al orfanato para reunirse con la directora y con el juez, quien decidirá si entregar la custodia de la niña al establecimiento o a la mujer. Antes de bajar del auto, la tía insulta a Camille y la amenaza.
Ya en la reunión, cuando el juez está a punto de tomar una decisión, Camille saca el reproductor mp3 con el que, a escondidas, grabó la amenaza y los insultos que recibió de su tía, y los reprodujo enfrente de todos, logrando que el juez dictaminara que la niña se quedara en el orfanato.
Así, todos realizan la cena al aire libre disfrazados por motivo de Halloween. Raymond también asiste y, antes de marcharse, habla con Calabacín, y le dice que tiene la intención de adoptarlo a él y a Camille.
Simón, quien los oye, enfurece y los increpa durante la cena. Más tarde, Calabacín va al cuarto para hablar con Simón, y le dice que él y Camille no se irán a vivir con el policía. Simón encoleriza pero, tras recapacitar, le dice a Calabacín que debe irse, pues es lo mejor para él y la niña, ya que es difícil que logren adoptar a niños cuando se hacen mayores.
Finalmente el día de la partida llega. Raymond toma varias fotografías y Calabacín y Camille se despiden de todos, dejando a Simón como el más entristecido con su partida.
Raymond les muestra a sus nuevos hijos sus habitaciones, con varias plantas, y Camille llora de la felicidad.
En el orfanato, Simón, Ahmed, Jujube, Beatrice y Alice rodean al bebé de la profesora (quien lo tuvo con el otro maestro del orfanato), y le preguntan si lo querrá a pesar de cualquier problema o defecto que pueda tener a futuro.
La película termina con la imagen de la cometa de Calabacín elevada en el cielo, ahora pegada en ella la fotografía que todos los niños se tomaron el día de la despedida.

## Reparto
| Personajes         | Actores Originales Suiza | Actores de Doblaje España |
| ------------------ | ------------------------ | ------------------------- |
| Ahmed              | Raúl Ribera              | -                         |
| Alice              | Estelle Hennard          | -                         |
| Béatrice           | Lou Wick                 | -                         |
| Calabacín          | Gaspard Schlatter        | -                         |
| Camille            | Sixtine Murat            | -                         |
| Ida                | Brigitte Rosset          | María Moscardó            |
| Jujube             | Elliot Sánchez           | -                         |
| Madre de Calabacín | Natacha Koutchoumov      | -                         |
| Madre de la Niña   | Evelyne Bouvier          | -                         |
| Niña               | Romane Cretegny          | -                         |
| Raymond            | Michel Vuillermoz        | -                         |
| Rosy               | Véronique Montel         | -                         |
| Simón              | Paulín Jaccoud           | -                         |
| Sr. Paul           | Adrien Barazzone         | -                         |
| Sra. Papineau      | Mónica Budde             | Mercedes Montalá          |

## Recepción
La película ha recibido una calificación de 100% en Rotten Tomatoes, basada en 105 opiniones. En Metacritic, la película recibió una calificación de 85 sobre 100, basado en 5 críticos, lo que indica "aclamación universal".

### Premios
| Lista de premios y nominaciones                  | Lista de premios y nominaciones | Lista de premios y nominaciones                                      | Lista de premios y nominaciones                                        | Lista de premios y nominaciones | Lista de premios y nominaciones |
| Premio                                           | Fecha de la ceremonia           | Categoría                                                            | Recipiente(s)                                                          | Resultado                       | Ref(s)                          |
| ------------------------------------------------ | ------------------------------- | -------------------------------------------------------------------- | ---------------------------------------------------------------------- | ------------------------------- | ------------------------------- |
| Premios Óscar                                    | 26 de febrero de 2017           | Mejor película de animación                                          | Claude Barras Max Karli                                                | Nominada                        | [ 9 ] [ 10 ]                    |
| Annie Awards                                     | 4 de febrero de 2017            | Best Animated Feature — Independent                                  | Rita Productions Blue Spirit Productions Gebeka Films KNM              | Nominada                        | [ 11 ]                          |
| Annie Awards                                     | 4 de febrero de 2017            | Outstanding Achievement, Directing in an Animated Feature Production | Claude Barras                                                          | Nominada                        | [ 11 ]                          |
| Annie Awards                                     | 4 de febrero de 2017            | Outstanding Achievement, Writing in an Animated Feature Production   | Céline Sciamma                                                         | Nominada                        | [ 11 ]                          |
| 2016 Annecy International Animated Film Festival | 18 de junio de 2016             | Audience Award                                                       | Claude Barras Rita Productions Blue Spirit Animation Gébéka Films      | Ganador                         | [ 12 ]                          |
| 2016 Annecy International Animated Film Festival | 18 de junio de 2016             | Cristal Award for Best Feature                                       | Claude Barras Rita Productions Blue Spirit Animation Gébéka Films      | Ganador                         | [ 12 ]                          |
| Cannes Film Festival                             | 22 de mayo de 2016              | Caméra d'or                                                          | Claude Barras                                                          | Nominada                        |                                 |
| César Award                                      | 24 de febrero de 2017           | Best Adapted Screenplay                                              | Céline Sciamma                                                         | Ganador                         | [ 13 ]                          |
| César Award                                      | 24 de febrero de 2017           | Best Animated Film                                                   | Claude Barras                                                          | Ganador                         | [ 13 ]                          |
| César Award                                      | 24 de febrero de 2017           | Mejor música original                                                | Sophie Hunger                                                          | Nominada                        | [ 13 ]                          |
| European Film Awards                             | 10 de diciembre de 2016         | Best Animated Feature Film                                           | Claude Barras Kim Keukeleire Armelle Glorennec Éric Jacquot Marc Bonny | Ganador                         | [ 14 ]                          |
| Premio LUX del Parlamento Europeo                | 23 de noviembre de 2016         | Premio LUX                                                           | Claude Barras                                                          | Nominada                        | [ 15 ]                          |
| Premios Globo de Oro                             | 8 de enero de 2017              | Mejor película de animación                                          | My Life as a Courgette                                                 | Nominada                        | [ 16 ]                          |
| Prix Lumière                                     | 30 de enero de 2017             | Best Screenplay                                                      | Céline Sciamma                                                         | Ganador                         | [ 17 ]                          |
| Prix Lumière                                     | 30 de enero de 2017             | Best Animated Film                                                   | Claude Barras                                                          | Ganador                         | [ 17 ]                          |
| Prix Lumière                                     | 30 de enero de 2017             | Best Music                                                           | Sophie Hunger                                                          | Nominada                        | [ 17 ]                          |
| Satellite Awards                                 | 18 de diciembre de 2016         | Best Animated or Mixed Media Feature                                 | My Life as a Zucchini                                                  | Ganador                         | [ 18 ]                          |